# Josephine Chaplin
Pour les articles homonymes, voir Chaplin (homonymie) et Famille Chaplin.
Josephine Hannah Chaplin, née le 28 mars 1949 à Santa Monica (Californie) et morte le 13 juillet 2023 à Paris, est une actrice suisse d'origine américaine.

## Biographie
Fille de Charles Chaplin et d'Oona O'Neill, elle a eu un fils, Charles, de son premier époux Nikolas Sistovaris. Puis elle est devenue l'épouse de l'acteur Maurice Ronet de qui elle a eu un fils, Julien, né en 1980.
Dans les années 1980, elle fait de nombreuses apparitions aux Grosses Têtes de Philippe Bouvard. Elle s'est remariée en 1989 à Jean-Claude Gardin et a eu un troisième fils, Arthur.
Elle meurt à Paris le 13 juillet 2023.

## Filmographie

### Cinéma
- 1952 : Les Feux de la rampe (Limelight) de Charles Chaplin : Une petite fille dans la 1re scène
- 1967 : La Comtesse de Hong-Kong (A Countess from Hong Kong) de Charles Chaplin : Une jeune fille
- 1968 : François et Françoise de Raymond Vouillamoz : Françoise (court métrage)
- 1972 : L'Odeur des fauves de Richard Balducci : Edith
- 1972 : Les Contes de Canterbury de Pier Paolo Pasolini (Racconti di Canterbury) : Mai
- 1972 : Niet ! (en) (Escape to the Sun) de Menahem Golan : Nina Kaplan
- 1974 : Les Quatre Charlots mousquetaires d'André Hunebelle : Constance Bonacieux
- 1974 : Les Charlots en folie : À nous quatre Cardinal ! d'André Hunebelle : Constance Bonacieux
- 1974 : Nuits Rouges de Georges Franju : Martine Leduc
- 1976 : À l'ombre d'un été de Jean-Louis van Belle : Anna Bellecour
- 1976 : Les Sommets de Zelengora (Vrhovi Zelengore) de Zdravko Velimirović : Milena
- 1976 : Docteur Françoise Gailland de Jean-Louis Bertuccelli : Hélène Varèse
- 1976 : Jack l'Éventreur (Der dirnenmörder von London) de Jesús Franco : Cynthia
- 1984 : Un printemps sous la neige (The Bay boy) de Daniel Petrie : Marie Chaisson
- 1985 : Poulet au vinaigre de Claude Chabrol : Delphine Morasseau
- 1994 : Ciudad baja (Downtown Heat) de Jesús Franco : Maria

### Télévision
- 1975 : L'Homme sans visage : Martine Leduc
- 1977 : Les Années d'illusion : Jeanne Steineck
- 1979 : Histoires insolites ( épisode : Folies douces)  de et avec Maurice Ronet : Anne Teissier
- 1987 : Les Enquêtes du commissaire Maigret, épisode : Maigret voyage de Jean-Paul Carrère : l'infirmière